# Thinking About You (Calvin Harris)
Thinking About You è un singolo del DJ britannico Calvin Harris, pubblicato il 2 agosto 2013 come ottavo estratto dal terzo album in studio 18 Months.
Il singolo ha visto la collaborazione della cantante giordana Ayah Marar.

## Tracce
1. Thinking About You (Jesse Rose Remix) – 5:29
2. Thinking About You (Laidback Luke Remix) – 6:34
3. Thinking About You (Michael Brun Remix) – 5:42
4. Thinking About You (Ludo Remix) – 6:45
5. Thinking About You (GTA Remix) – 6:49
6. Thinking About You (Firebeatz Remix) – 5:53
7. Thinking About You (EDX's Belo Horizonte At Night Remix) – 6:51
8. Thinking About You (Manufactured Superstars Remix) – 6:53